# Eubulides
Eubulides is een geslacht van Phasmatodea uit de familie Heteropterygidae. De wetenschappelijke naam van dit geslacht is voor het eerst geldig gepubliceerd in 1877 door Carl Stål.

## Soorten
Het geslacht Eubulides omvat de volgende soorten:
- Eubulides alutaceus Stål, 1877
- Eubulides igorrote Rehn & Rehn, 1939
- Eubulides taylori Rehn & Rehn, 1939